# The Tomorrow Children
 (octobre 2019).
Si vous disposez d'ouvrages ou d'articles de référence ou si vous connaissez des sites web de qualité traitant du thème abordé ici, merci de compléter l'article en donnant les références utiles à sa vérifiabilité et en les liant à la section « Notes et références ».
The Tomorrow Children (トゥモロー チルドレン) est un jeu vidéo de construction et d'action développé par Q-Games et édité par Sony Interactive Entertainment, sorti en 2016 sur PlayStation 4. Il a été annoncé officiellement à la Gamescom 2014 à la conférence de presse de Sony.

## Système de jeu
The Tomorrow Children est un jeu de construction collaboratif et d'interactions sociales situé dans une dystopie inspirée de l'URSS. 
En multi, les joueurs doivent collaborer tous ensemble pour accomplir une seule et même tâche : redonner vie et couleurs au monde.

## Histoire
À la suite de divers expériences ayant tournées au désastre, l'humanité dans sa quasi-globalité fut décimée. 90 ans plus tard, des survivants réussissent à cloner un humain, incarné par le joueur, afin de reconstruire la race humaine.
Le joueur doit choisir parmi de nombreuses classes (mineurs, ingénieurs, opérateurs radios, etc.) et générer un clone de projection pour redonner ses titres de noblesse à la race humaine en explorant une région appelée « The Void ».

## Développement
Le magazine Endgadget a décrit le jeu comme un "mélange de construction collaborative minecraft-esque, d'économie sociale et d'une dystopie post-apocalyptique basée sur l'Union Soviétique".
The Tomorrow Children fonctionne sur un moteur de jeu exclusif développé par Q-Games. Le moteur graphique du jeu utilise une nouvelle technologie, visant à obtenir des effets spéciaux numériques en 3D, comme le fait le studio Pixar,.